# ETH-LAD
ETH-LAD, диэтиламид 6-этил-6-нор-лизергиновой кислоты является аналогом LSD. Его человеческая психофармакология впервые была описана Александром Шульгиным в книге TiHKAL (Триптамины, которые я узнал и полюбил). ETH-LAD - психоделический препарат, подобный LSD, и несколько более мощный, чем сам LSD, с активной дозой, сообщаемой от 20 до 150 мкг.

## Правовой статус

### Великобритания
10 июня 2014 года Британский консультативный совет по злоупотреблению наркотиками (ACMD) рекомендовал, чтобы ETH-LAD был специально упомянут в Законе о злоупотреблении наркотиками в Великобритании как препарат класса А, несмотря на то, что он не идентифицировал его, как когда-либо проданный, или какого-либо вреда, связанного с его употреблением. Хоум-офис Великобритании принял этот совет и объявил о запрете вещества, которое должно быть принято 6 января 2015 года в рамках Закона о злоупотреблении наркотиками 1971 года (поправка) (№ 2), порядок 2014 года.

### Швейцария
ETH-LAD является незаконным в Швейцарии по состоянию на декабрь 2015 года.